# Сен Констан (Квебек)
Сен Констан (фр. Saint-Constant) је град у Канади у покрајини Квебек. Према резултатима пописа 2011. у граду је живело 24.980 становника.

## Становништво
Према резултатима пописа становништва из 2011. у граду је живело 24.980 становника, што је за 4,3% више у односу на попис из 2006. када је регистровано 23.957 житеља.
| 2006.  | 2011.  |
| ------ | ------ |
| 23.957 | 24.980 |